# 民俗臺灣
《民俗臺灣》是臺灣第一份探討臺灣民俗與民俗學的專門刊物，1941年7月10日創刊，1945年2月1日停刊，共44期（最後一期因戰時局勢緊張故未發行）。戰後時期受《民俗臺灣》影響最深的刊物為《臺灣風物》。

## 創刊
日治末期，臺灣民俗研究專家池田敏雄受中國中山大學所發行之《民俗月刊》啟發，拜訪時任臺北帝國大學教授的金關丈夫，計畫創辦以探討臺灣民俗、舊慣為主題的刊物。
1941年（昭和16年）5月由日籍人士金關丈夫、須藤利一、岡田謙、萬造寺龍及臺灣籍社會學專家陳紹馨與黃得時等6人聯名於《興南新聞》及《臺灣日日新報》上發表〈趣意書〉，說明《民俗臺灣》發行的背景及目的等。同為發起人的池田敏雄因時任於總督府情報部，雖執行主要編輯工作，卻未列於發起人中。
1941年7月10日《民俗臺灣》創刊，以金關丈夫於1929年為東京岡書院策劃出版的《ドルメン》雜誌為原型，刊物名則是受「臺灣文藝家協會」機關刊物《文藝臺灣》的影響。

## 內容
主要記錄臺灣民俗資料，如民間禁忌、習俗、神明祭儀、年節歲時與生命禮俗等，並廣泛採集民間傳說、童謠歌謠及俚諺，其中又以俚諺的討論為大宗。除材料蒐集與紀錄外，更有專題式發展，如廖漢臣〈臺南俚諺〉等。雖以民俗為主，但內容對藝術、歷史、地理及自然等亦有涉獵，編輯要旨更明文希望刊物肩負聯絡與對話的任務。

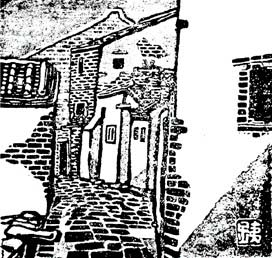
立石鐵臣所見鹿港名巷「金盛巷」。原載於《民俗臺灣》10號（1942年4月）

為月刊形式雜誌，每號皆約40-60頁（多維持於50頁左右），並附有卷頭語，其他常設專欄包含民藝解說、民俗圖繪、攝影及圖說、文獻介紹、書評、亂彈、點心、消息通訊、民俗採訪會、編輯後記等。
| 專欄     | 內容 |
| -------- | --- |
| 民藝解說 | 以金關丈夫的文字與松山虔三的拍攝，記錄包含陶枕、士林刀、餅印、筷籠、燭臺、花仔布等民間生活器具，其中又以陶瓷器具、木材及竹製民藝品為大宗。 |
| 民俗圖繪 | 由畫家立石鐵臣透過版畫輔以文字，描繪各行各業（如製香）或一般民間生活場景（如打棉被、水車及磚仔窯風景等）。                                 |

## 版本
| 年份   | 出版社           | 備註 |
| ------ | ---------------- | --- |
| 1941年 | 東都書籍株式會社 | 初版 |
| 1968年 | 臺灣古亭書屋     | |
| 1985年 | 臺灣武陵出版社   | 由林川夫主編，將內容重新彙整編輯，並刪除大量插畫圖像。                                                                              |
| 1998年 | 臺北南天書局     | 補齊包含因官方檢查制度被刪除之池田敏雄〈有應公的靈驗〉、蘇維熊〈關於性與臺灣俚諺〉及未出版之五卷2號等，並依初版樣貌精裝版印刷出版。 |

## 影響

### 民俗資料保存
除有大量民俗資料採集及記錄，更有較深入之專題式探討。此外，亦開創如節日習俗方面「正月七日吃七寶羹」、「除夕跳火盆求財富」及占卜咒術方面淨符、家畜用符、止血符與化骨符等數個嶄新的民俗研究議題。

### 臺語文字使用
刊物發行時，正值日本皇民化運動推行國語（日語）期間，但刊物內卻仍有許多臺語文字，並以日文標註其發音，使臺灣民俗研究可與當時主要語言結合。

### 《臺灣風物》
《臺灣風物》除與《民俗臺灣》編輯風格相似外，撰文者的重疊性也很高，如陳紹馨、蘇維熊、黃得時、楊逵、楊雲萍等人皆常見於《民俗臺灣》，更為《臺灣風物》初期執筆。

## 對臺灣史學的貢獻
《民俗臺灣》於1941年創刊，發行之初，即定義本身為容納各地人士採集記錄報告之民俗調查雜誌，所產出內容主要分為物質民俗、社會民俗、精神民俗、語言民俗等四大類，蒐羅甚廣。就時空背景來看，當時正屬於臺灣總督府積極推行皇民化運動的時刻，其相關措施主要為一連串除去臺灣人固有中國式生活之記憶與文化，鼓勵、甚而強制臺灣人過日本式生活，學習日本文化之社會改造動員。鑑此，池田敏雄、金關丈夫等在臺學者，因恐臺灣民俗、舊慣即將消滅，期盼在臺灣民俗尚未消失前，將它們加以一一記錄，故而發行。其所邀請的雜誌執筆者，包括當時臺北帝國大學的政治學者中村哲、社會學者岡田謙；以及在臺灣生活的諸日本文化人，如考古學者國分直一、攝影家三島格、版畫家立石鐵臣等人。
自創刊號開始，其不為政治所左右，主要成員如池田敏雄、金關丈夫即撰文對皇民化運動的推行表達不滿，而為記錄臺灣民俗、舊慣，除了進行各項民俗調查外，成員亦於全島分別舉辦民俗座談與民俗採訪會，持續透過活動，集結分散臺灣各處的地域性文化工作者，故可說是以《民俗臺灣》為媒介，形成了一個有關臺灣民俗的文化串聯網路，並為臺灣培養了一群本地歷史、民俗的業餘研究者。另外，當時雖有本地知名學者楊雲萍曾對《民俗臺灣》僅以旁觀者立場記錄，而無進一步作為表達不滿（爾後亦得楊雲萍為《民俗臺灣》執筆），俟於1996年又有日籍評論家川村湊質疑其視角為「大東亞民俗學」等不同聲音，並與該雜誌執筆者國分直一引起辯論。但不可諱言，《民俗臺灣》為當時臺灣留下了許多重要的資料，可說是本地鄉土研究之重要開端，不僅為被臺灣、日本高度肯定之戰前臺灣民俗調查雜誌，更是在戰後臺灣史學的發展上，扮演了承先啟後的重要角色。